# Палестинские беженцы

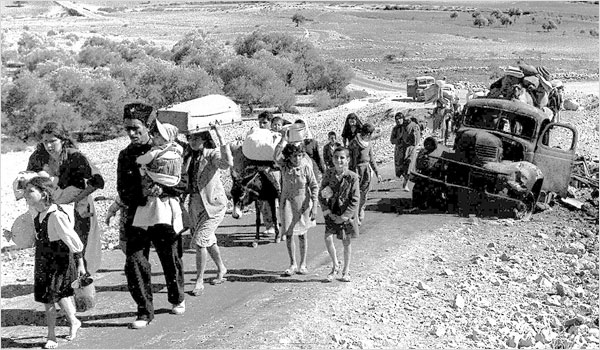
Семья палестинских беженцев из Галилеи. Октябрь-ноябрь 1948 г.

Палестинские беженцы — арабские беженцы, покинувшие части Палестины, перешедшие под контроль Израиля в ходе арабо-израильской войны 1947—49 годов и позже в ходе Шестидневной Войны 1967 года. По определению ООН, палестинскими беженцами являются:
- «Лица, чьим обычным местом жительства в период между июнем 1946 и маем 1948 года или в июне 1967 года была Палестина, и которые потеряли свои дома и средства к существованию в результате арабо-израильского конфликта 1948 года».

На 2025 год, по мнению ООН, около 5,9 млн человек являются палестинскими беженцами, поскольку потомки первоначальных палестинских беженцев также  считаются беженцами.
До начала военных действий в 1948 году в Палестине проживали около 1 млн 330 тыс. арабов (христиан и мусульман, включая бедуинов). Из них 500 тысяч — на территории, предназначавшейся планом ООН по разделу Палестины для еврейского государства. В ходе Арабо-израильской войны 1948—1949 годов большинство арабов, живших на территории, определённой, согласно резолюции ООН о разделе Палестины, для еврейского государства, а также той части территории, определённой для арабского государства, которая была захвачена евреями в ходе этой войны, покинули места своего проживания, спасаясь от военных действий.
Они переселились на территории, захваченными не Израилем, а Египтом и Иорданией из предназначенных той же резолюцией для арабского государства (их площадь составляла после войны 22 % от территории Палестины и примерно 50 % от площади предполагаемого арабского государства). Около 180 тысяч беженцев осели на территории Иудеи и Самарии (Западный берег реки Иордан), оккупированной Трансиорданией, около 60 тыс. — в секторе Газа, оккупированном Египтом. В Израиле (в границах линии прекращения огня 1949 года) остались лишь около 150 тыс. арабов.
Часть палестинских арабов с арабской территории Палестины эмигрировала в другие арабские государства: около 70 тысяч поселились в самой Иордании, ещё около 100 тысяч — в Ливане и примерно 75 тысяч — в Сирии. План ООН по разделу Палестины не предусматривал обязательного обмена населением между предполагаемыми арабским и еврейским государствами в Палестине.
В ходе Шестидневной Войны 1967 года более 300 тысяч беженцев покинули оккупированные Израилем Сектор Газа и Западный берег Иордана и переселились в Иорданию и Сирию. Из них 120 тысяч человек составляли беженцы, до этого бежавшие с территорий, занятых Израилем в 1948 году.

## Появление проблемы беженцев
Существуют две крайне противоположные точки зрения на причину исхода арабских беженцев. Согласно традиционной израильской историографии, более 75 % беженцев покинули места жительства добровольно по призыву арабских лидеров, чтобы не мешать действиям арабских армий. Лишь около 25 % беженцев, по израильской версии, покинули дома по принуждению израильской армии.
Согласно палестинской и арабской историографии, большинство беженцев было изгнано из своих домов израильской армией насильно. Этот процесс имел целенаправленный характер и имел своей целью этническую чистку территории.
Современные историки, в частности, один из новых израильских историков, Бенни Моррис, считают, что имели место оба эти процесса.
Секретный официальный британский отчет начала 1948 года гласил:

Победы евреев … снизили моральный дух арабов до нуля, и, следуя трусливому примеру своих неумелых руководителей, они бегут из зон смешанного проживания тысячами. Теперь очевидно, что их единственной надеждой на возвращение остаются регулярные армии арабских государств.
Оригинальный текст (англ.)Jewish victories … have reduced Arab morale to zero and, following the cowardly example of their inept leaders, they are fleeing from the mixed areas in their thousands. It is now obvious that the only hope of regaining their position lies in the regular armies of the Arab states.
— British officials predicted war – and Arab defeat – in Palestine in 1948
В общей сложности во время арабо-израильской войны 1948 года и Шестидневной Войны 1967 года свои дома покинули до 600 тысяч арабов.

## Израильская версия
Согласно традиционной израильской версии, как правило, происходил планомерный «исход», а не бегство, поскольку многие арабы распродали своё имущество еврейским соседям. Утверждается, что подавляющее большинство палестинских арабов либо ушло после того, как им стало известно, что в соответствии с резолюцией ООН их города и деревни окажутся в границах еврейского государства, либо бежали, подчиняясь давлению со стороны арабских лидеров, чтобы создать условия для предстоящего вторжения армий арабских государств. Лишь около четверти от общего количества беженцев были изгнаны из своих домов израильской армией в ходе боёв.
Согласно оценкам некоторых исследователей, более трети палестинских арабов, проживавших в пределах Израиля до 1948 года, не покидали своей территории (ок. 150 тысяч). Из 540 тысяч человек, покинувших свои дома, — 100 тысяч были приняты после войны Израилем обратно, 100 тысяч (среднего и высшего класса) были натурализованы в соседних арабских странах (Египет, Сирия, Иордания, Ливан), 50 тысяч были мигрирующими рабочими, которые вернулись в свои страны, 50 тысяч были бедуинами, которые присоединились к своим племенам в Иордании и Египте, и 10-15 тысяч погибли на войне.
Уже в начале 1948 года Арабская лига и Высший арабский комитет Палестины начали пропагандистскую кампанию, целью которой было побудить арабских жителей Палестины «искать временное убежище в соседних странах». Первыми покинули страну богатые арабы, надеявшиеся переждать военные действия в Бейруте или Каире. С декабря 1947 по февраль 1948 страну покинуло всего около 20 тысяч человек. Однако со временем арабская пропаганда добилась успеха, использовав, в частности, гибель большого числа жителей Дейр-Ясина во время захвата деревни силами Иргуна.
В марте 1948 начался массовый исход арабского населения из долины Шарон (между Тель-Авивом и Хайфой). В Тверии шеститысячное арабское население держало в осаде две тысячи еврейских жителей города. Когда последним удалось прорвать блокаду, арабы Тверии 18 апреля 1948 неожиданно оставили город. В Цфате арабы, которые численно в десять раз превосходили полуторатысячное еврейское население города и удерживали в своих руках стратегические позиции, внезапно, буквально в течение одной ночи, покинули город. Около 60 тысяч арабских жителей Хайфы по распоряжению своих лидеров также покинули город. Первый случай насильственной эвакуации арабского населения имел место в районе городов Лод — Рамла 12 июля 1948, где еврейские силы, чтобы предотвратить угрозу своим флангам, потребовали от 35 тысяч местных арабских жителей покинуть свои дома и перейти на территорию, занятую Арабским легионом, силы которого располагались в нескольких километрах от еврейских позиций.

### Причины исхода

Школа в лагере беженцев. 1948 год

По мнению и согласно данным израильского дипломата и публициста Йорама Этингера, основными причинами исхода были,
- Насилие со стороны палестинцев 1936-39 годов, когда арабскими террористами было убито больше арабов, чем евреев, вызвало большую волну арабских переселенцев, которые искали убежище в странах своего происхождения — Ливане, Сирии, Египте, Иордании (большинство населявших прибрежную равнину арабов переселилось в Палестину из соседних арабских стран, а также из Судана, Алжира, Ливии, Боснии в период с 1831 по 1947 годы)[11].
- Начиная с 30 ноября 1947 года и до начала войны (14 мая 1948 года) британские власти призывали арабов и евреев эвакуировать маленькие города со смешанным населением, где они составляли меньшинство. Арабы подчинились, в то время как евреи проигнорировали этот призыв. В декабре 1947 года (за 5 месяцев до начала войны) Алан Каннингем, британский Верховный комиссар, заявил: «Арабы покидают эту страну со своими семьями в значительном количестве, и есть исход из городов со смешанным населением в сельские арабские местности… Паника среди арабского среднего класса продолжается, и наблюдается устойчивый исход тех, кто может позволить себе покинуть страну»[11].
- Арабский Верховный комитет (фактически руководящий орган палестинских арабов) силой или убеждением заставил арабов, живущих в Яффо, Иерусалиме, Хайфе и других городских центрах, покинуть свои дома «до тех пор, пока евреи не будут уничтожены». Лондонский еженедельник «Экономист» (2 октября 1948 года) писал: «Из 62 тысяч арабов, живших в Хайфе, осталось не более пяти-шести тысяч <…> Самыми мощными факторами (в бегстве) были декларации и воззвания, сделанные Верховным палестинско-арабским комитетом, призывавшие всех арабов Хайфы уйти из города и предупреждавшие, что те, кто останутся в Хайфе под властью евреев, будут считаться изменниками»[11].
- Лидеры арабских стран и Арабская освободительная армия убеждали городское и сельское арабское население эвакуироваться, чтобы способствовать успеху нападения арабов, а затем захватить дома евреев.

Абу Мазен («Filastin A-Thawra», март 1976) писал: «Арабские армии заставили палестинцев оставить свои дома».
Халед аль Азам, сирийский премьер-министр (мемуары, 1973): «Мы привели беженцев к катастрофе, призывая их покинуть свои дома».
Иорданская ежедневная газета «Палестина» (19 февраля 1949): «Арабские государства… подстрекали палестинцев временно оставить свои дома, чтобы не мешать вторжению арабских армий».
Ежедневная газета «Аль-Айям» (13 мая 2008): «Арабская освободительная армия заявила палестинцам: „Оставьте свои дома и деревни, и вы вернётесь через несколько дней. Если вы оставите их, то мы сможем выполнить нашу миссию…“».
Писатель Салах Джубран описывал события в Хайфе того времени (1962): «Высшее арабское командование просило население покинуть страну на две недели, чтобы не мешать военным операциям. Они говорили нам: „Пушки не различают, кто перед ними — арабы или евреи. Оставьте страну на несколько недель, и вы вернетесь назад с победой…“ Я слышал громкоговоритель Хаганы, призывавший арабов остаться и жить в мире с еврейскими братьями. Покойный мэр Хайфы также просил население вернуться в наши дома. Хистадрут, наш профсоюз, распространял листовки, призывавшие арабов вернуться. У меня до сих пор сохранилась такая листовка»
- Слухи о мнимых еврейских зверствах, в том числе, после боя за деревню Дейр-Ясин.

Иорданская ежедневная газета «Аль Урдун» (9 апреля 1953): «Арабские лидеры были ответственны за бегство (арабов), распространяя преувеличенные слухи о еврейских зверствах для того, чтобы подстрекать арабов, исподволь внедряя страх в души палестинцев».
Йахья Хаммуда, бывший (1966) председатель ООП, заявил в интервью газете «Крисчен Сайенс Монитор»: «Евреи не выгоняли нас из Лифты; вся деревня была оставлена жителями после убийства 35 человек из состава еврейского конвоя в апреле 1948 года, чтобы упредить предполагаемую месть евреев».
- Известны также случаи, когда арабские командиры отдавали приказ об эвакуации арабских жителей, которых подозревали в сотрудничестве с евреями[8].
- Палестинцы покидали свои жилища перед началом полномасштабной войны 1948-49 гг., даже в то время, когда у арабов было явное превосходство.

Исмаил Сафуот, главнокомандующий Арабской освободительной армией (23 марта 1948): «Евреи не атаковали ни одну арабскую деревню, если на них перед этим не было нападения».
Джон Траутбек, глава Британского ближневосточного представительства в Каире (июнь 1949): «Беженцы говорят с крайней горечью о египтянах и о других арабских странах. Они знают, кто их враги, и они ссылаются на своих арабских братьев, которые, — как они заявляют — зря уговорили их оставить свои дома…»
- Настроения на арабской улице и множащиеся сообщения арабских СМИ о неожиданных еврейских победах и поражениях арабских военных лидеров — таких как поражение Абдель Кадера Хуссейни в решающем бою в Кастеле, — вызвали эффект «домино» в процессе дальнейшего бегства арабов[11].

Аналогичные ссылки и цитаты приводит в своей книге «Battleground: Fact and Fantasy in Palestine» («Земля раздора. Действительность и фантазии в Эрец-Исраэль»), опубликованной в 1973 году депутат кнессета, историк и писатель Шмуэль Кац и другие публицисты
Доктор политологии Алек Эпштейн в своей работе «Израиль и проблема палестинских беженцев: история и политика» пишет, что «проблема палестинского исхода возникла именно вследствие неготовности арабов принять резолюцию ООН, поскольку именно арабские страны, во многом спровоцированные радикальным руководством палестинских арабов, развязали войну. Об этом недвусмысленно заявил перед Советом Безопасности ООН 23 апреля 1948 г. (то есть, ещё до того, как было провозглашено создание Государства Израиль) Джемаль Хусейни, […] племянник иерусалимского муфтия, бывший в то время заместителем председателя Верховного арабского комитета и его представителем в ООН»:

«Мы никогда не скрывали того факта, что военные действия начались по нашей инициативе»

Беньямин Нетаниягу в своей книге «Место под солнцем» писал, что «до 1967 года именно „проблема беженцев“ была постоянным рефреном арабского хора, декларирующего свою ненависть к Израилю. Но в 1948 году, когда арабские армии начали войну на уничтожение только что образованного еврейского государства, этой проблемы ещё не существовало».
Шмуэль Кац пишет со ссылкой на ряд иностранных изданий и публичных выступлений арабских лидеров:

Выясняется, что легче всего понять всю глубину лжи, обратив внимание на тот простой факт, что в то время, когда проводилось «жестокое» изгнание арабов сионистами, никто в мире не заметил этого события. Множество иностранных корреспондентов, которые вели репортажи о войне 1948 с обеих воюющих сторон, ничего не видели и не слышали об этом, и, что особенно важно, даже те, кто был враждебно настроен по отношению к евреям. Они писали о бегстве арабов, но не было и намека на изгнание… Ещё более интересен тот факт, что ни один из арабских представителей печати не обмолвился об этой проблеме.

### Арабские СМИ того времени о беженцах
Согласно израильским источникам (Биньямин Нетаньягу, Самуэль Кац), арабские газеты во время и после войны 1948—1949 гг. писали:
Газета «Аш Шааб» писала 30 января 1948 г.: «…люди, покидающие свой дом и своё дело, чтобы жить в другом месте… С первыми признаками бедствия они уносят ноги, чтобы не оказаться в огне борьбы».
В начале весны усилилось давление на арабское население: их просили покинуть морское побережье, чтобы не создавать трудностей вторжению арабских армий. Ещё не существовало государства Израиль, ещё власть принадлежала англичанам, но уже более 200 тысяч арабов покинули побережье.
Джордж Хаким, грекокатолический епископ Галилеи в интервью бейрутской газете «Цде аль-Жануб» (16 августа 1948 г): «Беженцы были уверены, и их официально поддержали в этой уверенности, что уходят они ненадолго и скоро, через неделю-две, вернутся. Их лидеры обещали им, что арабские армии в два счёта уничтожат „сионистские банды“ и нет никакой опасности, что они уходят надолго».
Арабская радиостанция Ближнего Востока, вещавшая с Кипра (3 апреля 1949 г.): «Мы должны помнить, что Высший арабский совет поддерживает уход арабов, проживающих в Яффо, Хайфе и Иерусалиме».
Секретарь Лиги арабских стран в Лондоне Э. Атия (в книге «Арабы», Лондон, 1955): «Это всеобщее бегство явилось большей своей частью выражением веры арабов в широковещательные сообщения и призывы совершенно лишённой чувства реальности арабской печати и в безответственные выступления некоторых арабских лидеров, обещавших, что в течение короткого времени евреи будут разбиты армиями арабских стран, и арабы Палестины смогут вернуться на свою землю…».
Эмиль Гури, секретарь Высшего арабского совета (интервью лондонской «Дейли Телеграф» в Бейруте 6 сентября 1948 г.): «Не хочу никого обвинять, хочу лишь помочь беженцам. Положение, в котором они оказались — непосредственный результат действий арабских стран, выступивших против разделения и создания еврейского государства. Арабские государства единодушно согласились с этой политикой, и они обязаны участвовать в решении проблемы».
Газета «Фаластын», Иордания (19 октября 1949 г.): «Арабские государства призывали палестинских арабов покинуть свои дома, чтобы не оказаться под ударами наступавших арабских армий».
Премьер-министр Ирака Нури Сайд: «Мы разгромим эту страну с помощью нашего оружия и сотрем с лица земли любое место, в котором захотят спрятаться евреи. Арабы должны переправить своих жен и детей в безопасные районы до окончания боев».
Хабиб Исса, пресс-атташе Лиги арабских стран (ливанская газета «Аль Хода», 8 июня 1951 г): «Генсек Лиги арабских стран Азам Паша (Аззам Паха) заверил арабов, что захват еврейских земель и оккупация Тель-Авива будет просто военной прогулкой. Он подчеркнул, что арабские армии уже стоят на границах и что миллионы, которые евреи вложили в экономическое развитие, станут легкой добычей арабов, ибо дело стоит за немногим: сбросить евреев в Средиземное море. Арабам Палестины дали братский совет: оставить дела, земли и имущество и ждать своего часа в соседних братских странах, пока арабская артиллерия не сделает своё дело».
Высший арабский совет (в коммюнике, направленном Лиге арабских стран, 1952, Каир): «Некоторые из арабских лидеров в арабских странах возвещали, что они благословляют эмиграцию арабов в соседние страны до момента полного захвата земель Палестины. Многие из арабов были обмануты этими воззваниями».
Газета «Ад Дфаа», Иордания, 6 сентября 1954 г.: «Арабские правительства сказали нам: уходите, чтобы мы могли войти. Так мы и ушли».
Газета «Ахбар Оль-Пум» (Каир, 1963): «Наступало 15 мая… Муфтий Иерусалима призвал арабов Палестины покинуть свою страну, поскольку арабские армии готовы были вторгнуться и развернуть на территории страны широкомасштабные боевые действия».
«В тот самый день, когда армии пяти арабских стран вторглись на территорию Эрец-Исраэль, генеральный секретарь Лиги арабских государств Аззам Паха заявил: „Это будет война на истребление. Это будет грандиозное избиение, о котором станут говорить так же, как говорят о вторжении монголов и о крестовых походах“».
В то же время Моррис приводит следующие данные:
- 5 мая 1948 года (ещё до начала действий арабских армий в Палестине) король Иордании Абдалла сделал публичное заявление, призывающее палестинских арабов не покидать свои дома. Он заявил: «Каждый мудрый и сильный человек… который покинул страну, пусть вернётся к своему дорогому месту. Никто, кроме богатых и стариков, не должен оставаться за пределами страны». Король также поблагодарил тех, кто остался к этому времени в Палестине, «несмотря на господствующую в настоящее время тиранию».
- 5-7 мая 1948 года в радиообращении Арабской освободительной армии, транслировавшейся из Дамаска и Рамаллы, арабским жителям Палестины запрещалось покидать свои дома. А тем, кто бежал, было приказано вернуться. Радиообращение угрожало тем жителям, кто бежал, что их дома будут уничтожены, а их земли — конфискованы.
- Верховный арабский комитет (ВАК) во второй половине мая 1948 года приказал палестинским ополченцам бороться с «Пятой колонной и распространителями слухов, которые вызывают бегство арабского населения». ВАК издал приказ вернуться в места постоянного проживания всем врачам, инженерам и официальным лицам.

## Версия палестинских арабов
Согласно версии, распространенной среди палестинцев и в целом — в арабском мире:
- В ходе Арабо-Израильской войны 1948 года еврейское правительство имело намеренный план по этнической чистке захваченных земель и депортации арабов. Источники указывают на План Далет, принятый руководством еврейского ишува в марте 1948 года.
- Этот план приводился в действие путём насильственных депортаций и сопровождался убийствами палестинского мирного населения в отдельных населенных пунктах. Также многие жители бежали из страха, опасаясь действий еврейских сил или в ходе нападения на населённые пункты, в которых они проживали.
- Более 13 000 палестинских арабов погибло в ходе насильственных депортаций. 50 % населенных пунктов было стерто с лица земли. Утверждается что практически 700 000 беженцев были изгнаны насильно.
- Заявления израильской стороны о том, что жители якобы бежали в результате призывов арабских лидеров по радио или по приказу арабских армий — это мифы придуманные в результате того, что израильтянам тяжело осознать, что независимость их страны получена за счёт палестинцев, которые лишились своих домов и собственности. Данные многих исследований и публикаций опровергают эти мифы. Даже если бы такие мифы и оказались правдой, они не могут служить оправданием для того, чтобы не позволять беженцам вернуться домой после окончания военных действий, как того требует международный закон и резолюции ООН[20][21].

Версия одного из «новых историков» Илана Паппе, практически совпадает с палестинской версией. По его мнению, и в 1948 и в 1967 годах у израильского правительства существовал целенаправленный план по этнической зачистке захваченной территории и депортации коренного палестинского населения за её пределы, и в 1948 году эта задача была удачно выполнена. По мнению Паппе, осуществить этническую чистку Западного берега р. Иордан и Газы в полном масштабе в 1967 году Израилю помешало то, что Шестидневная война была слишком короткой, а также пристальное внимание международного сообщества к конфликту.
По данным Паппе:
- В своём письме к сыну в 1937 году Давид Бен-Гурион писал: «Арабам придётся уйти, но необходим момент, в который будет возможно это сделать, например война»[24]
- Йосеф Вейц (англ.), директор департамента земель Еврейского Национального фонда, писал в своём дневнике: «Наше право устроить трансфер арабам. Арабы должны уйти!»[25]. «Не настало ли сейчас время избавиться от них? Зачем продолжать держать среди нас эти тернии в то время, когда они представляют для нас опасность?»[26] Согласно Моррису[27] и Паппе, Вейц стал одним из трёх членов тайного «комитета по трансферу», образованного правительством ишува.

## Данные и мнение Бенни Морриса
По мнению Морриса, занимающегося проблемой возникновения палестинских беженцев, как израильская, так и арабская официальные версии не являются точными и исчерпывающими. Моррис отмечает, что слабая организация палестинского общества накануне войны стала одним из факторов бегства палестинцев. Существовало глубокое разделение между городским и сельским населением, между мусульманами и христианами, а также между крупными кланами, полностью отсутствовали представляющие большинство лидеры и эффективные национальные учреждения. Большинство населения было неграмотно (около 80 %) и мало интересовалась политикой. «Национализм» городских элит не находил отклика у подавляющей части населения. Поскольку арабы были отстранены от работы на еврейских предприятиях, немалую роль в желании многих из них покинуть Палестину стало закрытие арабских предприятий, что повлекло безработицу.
Другим фактором, способствовавшим исходу, была склонность лидеров еврейского Ишува рассматривать трансфер как легитимное решение «Арабской проблемы». Согласно Моррису, недавно рассекреченные сионистские документы демонстрируют, что после публикации отчёта британской комиссии Пиля в 1937 году среди сионистских лидеров образовался фактический консенсус в поддержку трансфера как минимум нескольких сотен тысяч палестинских арабов (если не всех из них) из будущего еврейского государства.
Моррис делит исход беженцев на четыре этапа.
Первый этап с декабря 1947 года по март 1948 года. 

Этот этап происходил в начальный период арабо-израильской войны, когда арабские армии ещё не вторглись в Палестину, происходило противоборство Ишува и иррегулярных арабских формирований и Ишув занимал оборонительную позицию. На этом этапе многие представители высшего и среднего класса палестинских арабов, в основном горожан, предпочли покинуть страну на время и переждать неспокойный период за границей. По мнению Морриса на их решение оказали влияние террористические акты еврейских организаций «ЛЕХИ» и «Иргун», опасения прихода к власти аль-Хуссейни, общее ухудшение общественной безопасности, в том числе и не связанное с арабо-еврейским противоборством, появлением в арабских районах арабских иррегулярных формирований, коллапсом общественных служб накануне конца британского мандата.
Среди уехавших было, возможно, около 75 000 человек, в том числе большинство членов Арабского верховного комитета и Национального комитета Хайфы. Также на этом этапе уехали жители некоторых деревень находящихся в центре районов с преимущественно еврейским населением, например расположенных на прибрежной равнине или расположенных рядом с еврейскими городами. Однако на этом этапе известен и случай силовой депортации арабских жителей в районе Кесарии, произошедший 20 февраля. В результате отъезда представителей высшего и среднего класса арабского населения были закрыты многие школы, больницы, предприятия и учреждения, что в свою очередь вызвало безработицу и нищету. Отъезд наиболее богатой части населения также вызвал у оставшихся желание последовать их примеру.
Моррис считает, что на этом этапе у сионистского руководства не было целенаправленной политики, направленной на то, чтобы депортировать арабов или вынудить их к бегству путём запугивания. хотя, многие евреи, включая Бен-Гуриона, были рады видеть бегство как можно большего количества арабов. При этом акции возмездия Хаганы и террористические акты «Иргуна» и «ЛЕХИ» служили катализатором исхода. При этом с арабской стороны не наблюдалось практически никаких мер, направленных на то, чтобы сдержать отъезд представителей среднего и высшего классов, если не считать отдельные попытки Верховного арабского комитета.
Второй этап с апреля по июнь 1948 года. 

За этот период свои дома покинуло до 200 000 палестинских арабов. Главной причиной бегства палестинцев на этом этапе были еврейские военные атаки или страх перед такими атаками. Почти все случаи исхода были прямым и мгновенным результатом нападения на арабские города и районы и их завоевания еврейскими силами. Так произошло в Хайфе (конец апреля), Яффо (конец апреля-начало мая), в Тверии (17-18 апреля) и в Цфате 10 мая. Ни в одном из случаев население не покидало свои дома до атаки, но бежало в день атаки или в дни непосредственно следовавшие за ним. При этом бегство одного города или деревни вызывало деморализацию и бегство других городов и деревень. Люди опасались, что их постигнет участь жителей Дейр-Ясина. Информация о произошедшей там 9 апреля резне была широко распространена арабской пропагандой.
Жители более 12 деревень были изгнаны израильской армией насильно, однако, как правило, насильной депортации не требовалось, так как жители бежали из своих домов, едва заслышав выстрелы. Арабские командиры иногда отдавали приказы жителям оставить деревни из военных соображений, так произошло примерно в 6 деревнях, в некоторых других деревнях по приказу арабского командования эвакуировалось всё немужское население (другие источники указывают, что подобное происходило и в больших городах: эвакуация арабского населения Хайфы; так, согласно историку Эфраиму Каршу, она стала результатом неготовности арабских вооружённых формирований в городе принять условия капитуляции, предложенные Хаганой, и боязни местных старейшин испортить отношения с сирийским руководством и Арабской лигой, согласившись на эти условия).
Моррис считает, что хотя на втором этапе у еврейских сил не было всеохватывающего плана по депортации, однако военный План Далет, принятый руководством Ишува, несомненно, вызвал массовое бегство. Согласно плану, командиры получали разрешение «вычищать» население из деревень и определённых городских кварталов, и разрушать деревни в случае, если они чувствовали, что для этого имеется военная необходимость. Многие командиры разделяли стремление добиться создания еврейского государства с как можно меньшим арабским населением. Некоторые генералы, например Игаль Алон, определённо действовали, как бы преследуя эту цель.
Арабская сторона в этот период находилась в замешательстве и не предпринимала чётких действий по отношению к исходу. Арабские правительства сперва видимо плохо понимали что происходит и не пытались остановить беженцев. Возможно, сначала арабские страны рассматривали бегство как положительный фактор, так как это давало им предлог для военного вмешательства после окончания британского мандата в Палестине. Однако к началу мая арабские страны, Верховный арабский комитет и Арабская освободительная армия стали предпринимать меры, чтобы прекратить бегство: людей безрезультатно пытались убедить оставаться на местах, а тех кто уже бежал — вернуться назад. Тем временем Хагана с середины мая приняла тактику по предотвращению возвращения беженцев назад в их дома. При этом, если была необходимость, по ним открывался огонь.
После вторжения арабских стран в Палестину 15 мая отношение Израиля к арабскому населению ещё более ужесточилось. 16 июня кабинет министров одобрил запрет на возвращение беженцев. Генеральный штаб ЦАХАЛа отдал распоряжение армейским подразделениям останавливать тех, кто попытается вернуться, огнём. В то же время армия, еврейские поселения и отдел земель Еврейского национального фонда предприняли ряд инициатив, направленных на предотвращение возвращения беженцев. Оставленные деревни разрушались, минировались или, в более позднее время, заселялись еврейскими иммигрантами. Еврейские иммигранты заселялись и в оставленные арабами городские районы.
Если арабские землевладельцы ещё находились на местах, то их поля поджигались и они были вынуждены их спешно продавать и уезжать. На местах арабских владений создавались новые еврейские поселения, а их жители начинали обрабатывать покинутую владельцами землю.
Третий (июль 1948 года) и четвёртый (октябрь-ноябрь 1948 года) этапы
К этому времени свои дома покинуло до 300 000 арабов. Около 60 000 из них были жителями Лода и Рамле, которые были насильно депортированы израильскими войсками. Тем не менее, арабским жителям Назарета было разрешено остаться на своих местах, что вероятно было связано с желанием Израиля избежать негативной реакции западных христианских государств. Этапы совпали с военным действиями между первым и вторым перемирием (третий этап) и с израильскими операциями Хирам в Верхней Галилее и Йоав в Негеве (четвёртый этап).
В ходе этих этапов готовность израильтян депортировать арабов несколько уравновешивалось стремлением арабов остаться на месте. Многие палестинские арабы были наслышаны о бедственном положении тех, кто бежал и понимали, что они вряд ли скоро вернутся домой в случае бегства. Поэтому в ходе этих этапов исход был менее спонтанным и в большем количестве случаев стал результатом силовой депортации или намеренного причинения вреда. В то же время, многие деревни в Галилее избежали силовой депортации .

## Мнение Д. Бен-Гуриона
Согласно А. Брегману, на заседании правительства 16 июня 1948 года, Давид Бен-Гурион сказал:.
Война — есть война. 

Её начали не мы, а они. Должны ли мы допустить возвращение врага назад, чтобы он снова мог начать войну против нас? Они проиграли и бежали, и я буду против их возвращения и после войны.

## Конфискация земель и недвижимого имущества беженцев Израилем

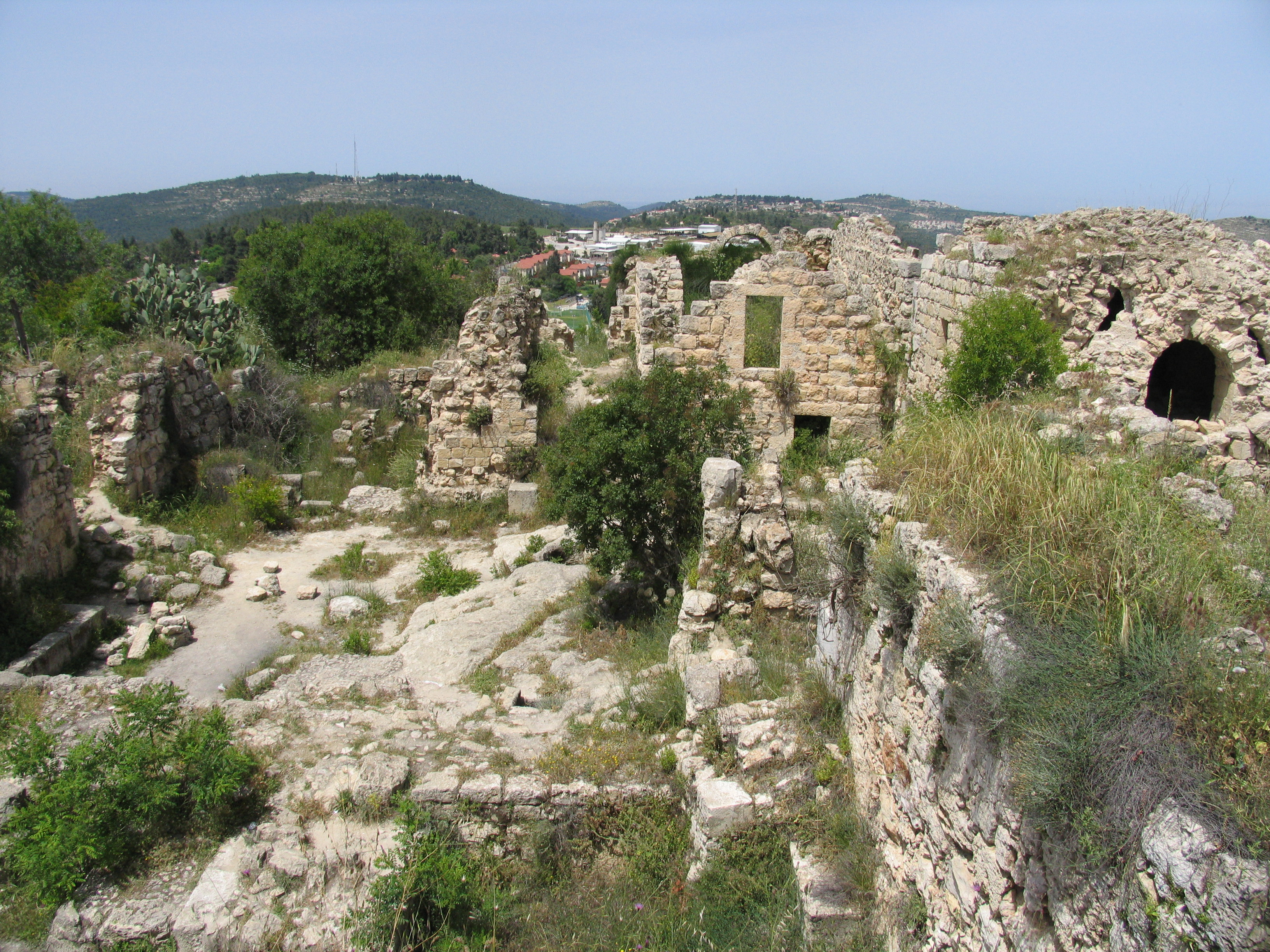
Руины палестинской деревни Суба близ Иерусалима. Виден кибуц Зова, построенный на деревенских землях

Резолюция 194 СБ ООН требует от Израиля разрешить палестинским беженцам возвращение на место их постоянного проживания или компенсировать потерю имущества. Однако, после прекращения боевых действий в 1949 году, Израиль отказался пустить беженцев в места их постоянного жительства, на территориях, перешедших под контроль Израиля, и отказывает беженцам в праве репатриации до сих пор.
Недвижимое имущества и земля беженцев были со временем переведены во владение Государства Израиль. Первоначально они были «переданы под надзор государственного опекуна». В 1950 году кнессет издал закон об имуществе отсутствующих лиц. Согласно этому закону «отсутствующим лицом» является лицо в «любое время» в период с 29 ноября 1947 года по 1 сентября 1948 года находившееся в «любой части Земли Израиля за пределами Израиля» (имеется в виду Западный берег р. Иордан или сектор Газа) или в другой арабской стране. Согласно закону, имущество такого лица будет передано под надзор попечителя над имуществом отсутствующих лиц без предоставления законному владельцу права на апелляцию или компенсацию. В дальнейшем с помощью другого закона это имущество, принадлежащие палестинским беженцам, было передано во владение Государства Израиль.
При этом конфисковывались также земли и дома, принадлежавшие беженцам, покинувшим место своего жительства, но оставшимся на территории Израиля и получившим израильское гражданство (этих людей в израильской юридической практике называли «присутствующие отсутствующие». Этим людям также было запрещено возвратиться в свои дома. Беженцам не была предложена компенсация за отобранные земли и недвижимость (недоступная ссылка).

## Положение палестинских беженцев в арабских странах
В арабских странах проживает более 2,5 миллионов палестинских беженцев, из них около 1 млн 750 тысяч являются гражданами Иордании.
В декабре 1949 года при ООН было создано Ближневосточное агентство по оказанию помощи палестинским беженцам и организации работ (UNRWA, в принятой русской транскрипции — БАПОР). Проблемами всех остальных беженцев в 120 странах мира занимается отдельное ведомство верховного комиссара ООН по делам беженцев.
Управление БАПОР ввело особое правило, которое не применяется ни к одной другой категории вынужденных мигрантов: потомки беженцев, родившиеся за пределами Палестины, также получают статус беженцев. Таким образом ООН признаёт беженцами не только людей, непосредственно покинувших свои дома во время Войны за Независимость, но и их детей, внуков и правнуков. Это определение принципиально отличается от традиционного определения беженца, под которое подпадают «люди, покинувшие страну своего рождения из страха преследования по расовым, религиозным, национальным мотивам или из-за их принадлежности к определённой социальной или политической группе», и которое не упоминает их семьи и потомков.
Согласно отчётам БАПОР, в первые же годы около 20 % беженцев нашли постоянное местожительство в арабском мире, в частности, в Иордании и на аннексированных ею территориях Западного берега. Однако, интеграция беженцев была искусственно приостановлена некоторыми арабскими странами (в основном Сирией и Ливаном), заявлявшими, что «решение проблемы беженцев устранит живое свидетельство преступлений, совершенных Израилем против арабского народа». Таким образом, согласно мнению еврейской энциклопедии, этим арабским странам предоставляется право не брать на себя ответственность за судьбу сотен тысяч людей, проживающих на их территории, а также создаётся и культивируется коллективное самосознание этих людей, воспринимающих себя как «беженцев». Утверждается, что вместо того, чтобы способствовать их интеграции, Управление ООН удерживает их на периферии общественной жизни тех стран, в которых они проживают на протяжении многих лет.
В 1952 году Лига арабских государств приняла решение, не предоставлять в арабских странах палестинским беженцам гражданство, чтобы не лишать их своей особой идентичности равно как и защитить их право на возвращение на родину. Ни одно арабское государство, за исключением Иордании (где проживает 70 % от общего числа беженцев в арабских странах), не предоставило переселившимся на её территорию палестинским арабам гражданства.
По данным ООН, численность зарегистрированных БАПОР палестинских беженцев (на 31 марта 2006) — 4 375 050 человек. В том числе в Иордании — 1 835 704, в Сирии — 434 896, в Ливане — 405 425, на Западном берегу реки Иордан — 705 207, в секторе Газа — 772 293. Эти данные свидетельствуют, что со временем число беженцев не уменьшается вследствие естественной смерти или перехода из статуса беженца в статус гражданина другого государства, а наоборот увеличивается.

### Положение беженцев в Иордании
В результате арабо-израильской войны 1947-49 гг. Иудея и Самария были разделены между Израилем и Трансиорданией, и большое количество арабов (равно как и меньшая часть евреев) бежали с территории, занятой противником. Территория, занятая Трансиорданией, была позже аннексирована в одностороннем порядке и названа ею Западным берегом реки Иордан.
После аннексии Западного берега всё население этой территории, включая беженцев, получило иорданское гражданство. После Шестидневной войны 1967 года Западный берег был отвоёван Израилем, и уже в Иорданию оттуда бежало около 240 тысяч беженцев.
В настоящее время все арабские беженцы 1948 года и их потомки, проживающие на территории королевства, являются полноправными иорданскими гражданами и не имеют никаких узаконенных ограничений по сравнению с другими гражданами страны.
Беженцы, оставшиеся на оккупированном Израилем Западном берегу, а также жители Газы, имеют право на временный иорданский паспорт и пользуются ограниченными правами по сравнению с полноправными иорданскими гражданами. Например, они обязаны вносить плату за обучение в университетах наравне с гражданами иностранных государств, должны получать разрешение на работу и не имеют права владения недвижимостью.

### Положение беженцев в Сирии
В Сирию в 1948 году попало около 70 000 беженцев. В основном это были жители Галилеи и городов севера Палестины. Дополнительные палестинские беженцы прибыли в страну после захвата Израилем Голанских высот в 1967 году и после изгнания боевиков ФАТХ из Иордании в 1970 году. В настоящее время палестинцы составляют 3 % населения страны.
Согласно закону от 1957 года, палестинские беженцы, живущие в Сирии, имеют те же права и обязанности, как и сирийские граждане, однако у них нет гражданства и права голоса. С 1960 года для передвижения по миру палестинцам предоставлен Палестинский паспорт. Закон особо оговаривает запрет на предоставление палестинским беженцам гражданства при предоставлении им прочих равных прав для того, чтобы «сохранить их оригинальное гражданство».
С 1963 года палестинцам выдаётся сирийский лессе-пассе (временный паспорт для поездок за границу). Владельцы палестинского паспорта, зарегистрированные в Сирии как беженцы, могут свободно покидать Сирию и возвращаться в неё. Для выезда в Ливан и возврата из него беженцам достаточно иметь сирийское удостоверение личности беженца.
Беженцы имеют право свободного передвижения по всей Сирии. Проезд в Сирию палестинских беженцев из иных стран (не имеющих сирийской регистрации) строго контролируется, так как сирийское правительство хочет воспрепятствовать их массовому переезду в Сирию на постоянное место жительства.
Палестинские беженцы имеют право на работу в Сирии, в том числе в госучреждениях, они могут владеть частными предприятиями, вступать в профсоюзы. Мужчины обязаны служить в армии наряду с гражданами Сирии. Более 70 % беженцев покинули лагеря беженцев и приобрели жильё в частном секторе. Около 41 % беженцев в Сирии работает в сфере услуг, 27 % — в строительстве и 15 % — в промышленности.
Начальное образование беженцы получают в школах БАПОР, среднее образование они получают в сирийских государственных школах. Правила поступления палестинцев в университеты или получения государственной стипендии для обучения за границей одинаковы с аналогичными правилами для сирийских граждан.
С 1968 года палестинцам разрешено владеть в Сирии недвижимым имуществом, но не более одного дома на человека. Однако им запрещено владеть сельскохозяйственной землёй.

### Положение беженцев в Ливане
Наиболее тяжелое положение у палестинских беженцев в Ливане, где проживает около 400 тысяч беженцев. Среди этих беженцев около 10000 не обладает вообще никакими документами, поскольку они прибыли в страну в 1970-х года после событий «Чёрного сентября» в Иордании и не посчитали в тот момент нужным оформить документы. Однако после изгнания Организации освобождения Палестины из Ливана в 1982 году отсутствие документов стало большой проблемой.
Беженцам в Ливане запрещён доступ к ливанской общественной системе здравоохранения. Поэтому они пользуются услугами больниц БАПОР или больницами, у которых заключён договор с БАПОР. Поскольку БАПОР предоставляет практически только элементарную медицинскую помощь, ситуация с здравоохранение остаётся неудовлетворительной.
Поскольку беженцам в Ливане закрыт доступ к государственной системе образования, услуги начального и среднего образования там предоставляют школы БАПОР (Ливан — единственная страна, где БАПОР вынуждено содержать средние школы). Однако всего три такие школы не удовлетворяют нужд населения, их классы переполнены и они нуждаются в дополнительном вложении средств. В то же время услуги частных средних школ слишком дороги для большинства палестинцев, а многие подростки не имеют возможности посвящать время учёбе и вынуждены работать из-за плохого социально-экономического положения семей. К тому же те из палестинцев, которые не имеют вообще никакого документа, не могут быть допущены к государственному экзамену.
Палестинцы фактически не могут работать в Ливане на множестве работ, так как согласно ливанскому закону о профессиональных организациях, только члены таких ассоциаций могут получить лицензию на право на работу, для неграждан вступление в подобные организации ограничено. Кроме того, палестинцы не могут работать по 72 специальностям согласно постановлению правительства (среди них — здравоохранение, юриспруденция и инженерные специальности).
При этом большинство нелегальных с точки зрения ливанских властей клиник, аптек и предприятий в лагерях палестинских беженцев закрывается ливанскими властями. Поэтому большинство палестинцев живёт за счёт переводов из-за границы от родственников, за счёт работы, предоставляемой БАПОР, или в сельском хозяйстве.
Ливанское правительство запрещает беженцам ремонтировать свои дома в лагерях или строить новые. Ремонт и строительство требует дополнительного разрешения, без которого за подобные действия полагается арест и задержание. Беженцам запрещено владеть недвижимым имуществом или передавать такое имущество детям. При этом другие иностранцы могут покупать и владеть имуществом в Ливане.
Ливанское правительство категорически против возможности получения ливанского гражданства палестинскими беженцами. Даже ребёнок, родившийся от матери-ливанки и отца-палестинца, не получит гражданства. В 1995—1996 г. г. около 60 000 палестинцев получили ливанское гражданство

### Мнения
По словам Д. Бен-Гуриона, арабские страны относились к палестинцам не как к представителям своего народа, а лишь как к оружию, с помощью которого можно нанести удар по Израилю. Это мнение разделялось и представителем Управления ООН по делам беженцев в Иордании Ральфом Галлоуэем:

«Очевидно, что арабские государства не хотят решать проблему беженцев. Они стремятся сохранить её как открытую рану, в качестве вызова ООН и оружия против Израиля. При этом арабским лидерам наплевать, выживут палестинцы или умрут».
А король Иордании Хусейн заявил в интервью агентству «Associated Press» в январе 1960 г., что
«Начиная с 1948 г. арабские лидеры […] использовали палестинцев для достижения собственных политических целей. Это — безобразие, граничащее с преступлением». 
Советская миссия в Ливане 14 апреля 1949 года докладывала заместителю министра иностранных дел СССР Зорину:
Арабские страны настаивают на возвращении всех арабских беженцев не потому, что их негде разместить в остальных арабских странах или же в арабской части Палестины, а потому, что они хотят иметь на территории еврейского государства своего рода пятую колонну, которая в случае возобновления военных действий в последующем сможет оказать серьёзную поддержку арабскому наступлению.
В то же время лишь менее 30 % беженцев, проживающих на территории арабских стран, лишены гражданства этих стран.
Доктор Ави Бекер (англ.) — генеральный секретарь Всемирного еврейского конгресса, член израильской делегации в ООН, автор и редактор нескольких книг и многих статей по международной безопасности — пишет:
Арабские государства, где оказались палестинские беженцы, не давали им разрешения на постоянное жительство и не создавали никаких условий для восстановления их экономического и социального статуса. Более того: они ввели для палестинцев запрет на многие профессии и лишили их основных гражданских прав.
Управление по делам палестинских беженцев, созданное ООН в 1949 году, в отличие от существующего обособленно Ведомства Верховного комиссара ООН по делам беженцев, блокирует реализацию всех предлагаемых реабилитационных программ для палестинских арабов. Созданные Управлением по делам палестинских беженцев «временные» лагеря служат циничному плану усугубления остроты проблемы, якобы свидетельствуя о жестокости и равнодушии сионистского государства.
Выступив в 1959 году с инициативой о переселении беженцев из лагерей, Генеральный секретарь ООН Даг Хаммаршёльд столкнулся с яростной оппозицией арабских стран, из-за чего вынужден был отказаться от этого намерения.

К 2003 году «временное» Управление превратилось в организацию с персоналом двадцать тысяч человек, 98 % которых — палестинские арабы, и с годовым бюджетом более трехсот миллионов долларов.
Отношение арабских стран к проблеме беженцев в 1950-е годы было неоднозначным. Так, 3 ноября 1954 года премьер-министр Сирии Фарис Аль-Хури заявил в парламенте:
Некоторые арабские лидеры говорят, что не может быть никакого мира с Израилем до осуществления соответствующих резолюций ООН […] Они связывают мир с Израилем с этими условиями. Я осуждаю такое заявление, и скажу, что нет никакой связи между миром с Израилем и возвращением беженцев и резолюциями ООН […] Будут возвращены беженцы или нет, но мир с Израилем в любой форме не должен быть заключен.

Посол Израиля в Рон Прозор на конференции ООН по случаю 64-й годовщины Плана раздела земель Палестины и создания государства Израиль:
Разница между двумя народами — бывшая и существующая поныне — это отношение к беженцам. Израиль абсорбировал беженцев. Наши соседи этого не сделали. Лагеря беженцев в Израиле превратились в процветающие города и поселки. Лагеря беженцев в арабских странах породили ещё больше палестинских беженцев.

## Положение беженцев на территориях Палестинской автономии

### В секторе Газа
По мнению ООН, половина всех жителей сектора Газа (около 1 млн человек) — палестинские беженцы и их потомки.
С 2005 г. Израиль более не оккупирует сектор Газа, покинув его в результате одностороннего размежевания.
После захвата власти в секторе Газа террористической группировкой ХАМАС в 2007 г. он находится состоянии частичной блокады со стороны Израиля и Египта. Введён, в частности, запрет на поставку строительных материалов, поскольку они, как и все поступающие в сектор товары, переходят под контроль ХАМАС. Стройматериалы активно используются группировками ХАМАС и Палестинский исламский джихад для строительства «туннелей террора» (с целью перемещения и укрытия боевиков, контрабанды оружия и боеприпасов из Египта, и совершения терактов в Израиле), а также для строительства пусковых шахт ракет «Кассам».
Разрешённая Израилем зона рыболовства для рыбаков из сектора Газа ограничена; ХАМАС систематически использует рыбацкие лодки для контрабанды оружия.
При этом Израиль поставляет в cектор электроэнергию, водопроводную воду, газ и нефть через КПП Нахаль Оз (подвергшийся нападению ХАМАС 9 апреля 2008 г.), а также пропускает порядка 250 грузовиков с товарами и гуманитарной помощью ежедневно через КПП Керем Шалом.
Часть жителей сектора Газа имеет разрешения на работу в Израиле; их количество в конце 2022 г. достигало 17 000.
Периодически, в ответ на ракетные обстрелы из сектора Газа, а также другие террористические нападения, Израиль ограничивает для сектора Газа зону рыболовства и количество разрешений на работу в Израиле; Израиль и Египет также иногда ограничивают количество открытых КПП и список разрешённых к провозу товаров.
В 2018-2019 гг.  в секторе Газа проводился Великий марш возвращения - кампания массовых беспорядков на границе с Израилем, организованная ХАМАС, как заявлялось, в знак солидарности с палестино-арабскими беженцами. Кампания включала в себя метание взрывных устройств, обстрелы и запуски ракет и повлекла за собой эскалацию напряжённости, а также многочисленные жертвы среди её участников в результате ответных действий ЦАХАЛ.

### Длительные задержания без судебного обвинения
Беженцы на оккупированных территориях могут быть подвергнуты оккупационными властями административному аресту на неопределённый срок. Решение о наложение административного ареста принимает военный судья на закрытых слушаниях, при этом задержанному не должно быть предъявлено никакого обвинения. Подобный арест должен быть пересмотрен и может продлеваться каждые полгода. Тем не менее подвергнутые такому аресту могут его оспорить в израильском гражданском суде. Израиль также разрешает Красному Кресту следить за положением заключённых беженцев и других заключённых.

### Экономическое положение
Беженцы могут работать в пределах доступных им территорий. Согласно источникам[каким?], строительство жилья для арабского сектора продолжается. В 2010 планировалось заселение первых домов нового арабского города Раваби (на 40 тысяч жителей). Продолжается строительство других объектов инфраструктуры, однако на 2017 год в городе переселились лишь 3000 человек.
Уровень безработицы в секторе Газа во втором квартале 2013 года составил 27,9 %, в Иудее и Самарии — 16,8 %. Причем среди женщин уровень безработицы почти в два раза выше, чем среди мужчин — 33,6 % против 17,6 %.
Количество палестинцев, работающих в Израиле и еврейских поселениях, составляет 96 000 на 2013 год, что составляет 16 % от общего числа работающих палестинцев. Из них почти половина имеет разрешения на работу, в то время как 34 тыс. трудятся без такового. Кроме того, число палестинских работников, занятых в еврейских поселениях в Иудее и Самарии (Западный берег реки Иордан), составляет 20 000 в 2013 году. Большинство палестинцев, работающих в Израиле и поселениях, строители.
Несмотря на значительные суммы, выделяемые на нужды экономики Палестинской национальной администрации, экономика ПНА находится в плачевном состоянии из-за коррупции. Как пишет арабский журналист с Западного Берега Х. Джаралла:

Палестинцы могли бы построить одну из лучших экономик в регионе после начала мирного процесса в 1993 году. Но вместо того чтобы использовать миллиарды долларов, которые были даны им американцами и европейцами на создание новых рабочих мест, руководство ООП украло большую часть средств, а позже обвинило Израиль в уничтожении палестинской экономики.Оригинальный текст (англ.)The Palestinians could have built one of the best economies in the region after the beginning of the peace process in 1993. But instead of using the billions of dollars that were given to them by Americans and Europeans to create new jobs, the PLO leadership stole most of the funds and later blamed Israel for damaging the Palestinian economy.

С 1993 по 2002 годы в Палестинскую автономию было передано денег в расчёте на одного палестинца 1330 $. Для сравнения, в пересчете на современный курс, по плану Маршалла каждый европеец «получил» лишь 272 $.

## Требования к Израилю о возвращении арабских беженцев
Требования к Израилю о репатриации арабских беженцев правительство Израиля считает необходимым увязать с проблемой еврейских беженцев из арабских стран. По мнению Израиля, в ходе арабо-израильского конфликта произошёл обмен населением по аналогии с другими международными прецедентами, такими как Германия—Польша после Второй мировой войны и Индия—Пакистан в ходе раздела Британской Индии. Аналогичный подход, согласно интерпретации ряда источников, содержится также в резолюции № 242 Совета Безопасности ООН, которая говорит о необходимости решения проблемы всех ближневосточных беженцев, а не только арабских. В мирных соглашениях Израиля с Иорданией и Египтом также упоминаются как арабские, так и еврейские беженцы.
Вопрос возвращения беженцев впервые был затронут в параграфе 11 резолюции Генеральной Ассамблеи ООН № 194 (III) от 11 декабря 1948 г., в котором говорилось, что «беженцы, желающие вернуться в свои дома и жить в мире со своими соседями», должны получить возможность осуществить свои намерения к ближайшему возможному сроку, а тем, кто решит не возвращаться, будет выплачена компенсация за оставленную собственность и возмещён ущерб «в соответствии с принципами международного права», за что будут отвечать правительства государств, затронутых этой проблемой.
Израиль и организации палестинских арабов отвергли резолюцию, а все арабские страны голосовали «против» во время её принятия
Резолюция № 194 содержит 14 взаимосвязанных параграфов, основной целью которых было способствовать достижению «окончательного соглашения по всем спорным вопросам» между Израилем и соседними арабскими государствами. Политолог Алек Эпштейн отмечает, что попытки арабских лидеров обособить проблему беженцев от всех остальных вопросов, упоминаемых в резолюции, были решительно пресечены «Комиссией по примирению» :

«Комиссия по примирению признает чрезвычайную значимость проблемы беженцев как с общечеловеческой, так и с политической точки зрения, и настаивает на её безотлагательном решении. Тем не менее, Комиссия не считает целесообразным рассматривать какой-либо вопрос вне зависимости от общего контекста мирных переговоров и не готова выводить его за рамки окончательного урегулирования конфликта».

По мнению Израиля, формулировка «беженцам должно быть разрешено вернуться к ближайшему возможному сроку» означала, что только суверенное Государство Израиль может дать разрешение на возвращение и определить его сроки. Согласно резолюции, речь идёт о беженцах, желающих «жить в мире с соседями»; таким образом, возвращение палестинских арабов было напрямую увязано с установлением мира в регионе. С точки зрения Израиля, требование арабских стран о возвращении беженцев не только не имеет основания в соответствующей резолюции ООН, но и является исторически беспрецедентным. Согласно Рут Лапидот[уточнить] (2001), среди сотен других резолюций и решений, касающихся беженцев, трудно найти хотя бы один документ, призывающий или хотя бы упоминающий репатриацию. Хотя на самом деле такие резолюции есть (Кипр, 1974, Абхазия, 2008). По мнению палестинской стороны, резолюция ясно указывает, что беженцам должно быть разрешено возвращение на родную землю немедленно.
Противники возвращения беженцев указывают, что в подобных конфликтах неоднократно происходил обмен населением. Такой многомиллионный обмен населением состоялся между Индией и Пакистаном (индусы и мусульмане) и в Восточной Европе (поляки и немцы). Подобным образом, по утверждению израильской стороны, следует рассматривать и обмен населением в Палестине, где место 600 тысяч арабов заняли 820 тысяч еврейских беженцев, изгнанных или бежавших из арабских стран.
Аналогичного мнения по вопросу увязки проблемы арабских беженцев с проблемой еврейских беженцев занимает правительство США. Их представители, участвующие в ближневосточных мирных переговорах по проблемам палестинских беженцев, обязаны «включать в переговорный процесс решение вопроса еврейских беженцев из арабских стран» в соответствии с резолюцией Конгресса США от 1 апреля 2008 года.
Однако такая постановка вопроса иногда наталкивается на возмущение и противодействие со стороны некоторых представителей евреев-выходцев из арабских стран, которые заявляют, что приехали в Израиль не как беженцы, а из идейных соображений, и считают определение «беженец» в свой адрес оскорбительным. Согласно Й. Шенхаву, в 1949 году Израиль отказался от британско-иракского плана по обмену населением из опасения, что в рамках этого плана от Израиля потребуют репатриации «избыточных» арабских беженцев.
Доктор права, бывший начальник юридического отдела Министерства абсорбции Израиля Яаков Мерон расценивает эти предложения руководства Ирака «как часть плана по изгнанию до 180 тысяч евреев из страны» и говорит о том, что Британия, Иордания и местные арабские лидеры в Палестине не приняли его предложений. Другие источники пишут, что Ирак предлагал в рамках плана по обмену населения принять 100 000 палестинских беженцев, а в ответ выслать 100 000 иракских евреев. При этом еврейское недвижемое имущество в Ираке послужило бы компенсаций палестинским беженцам за имущество, оставленное ими в Израиле. Но Израиль отказался обсуждать такой план, настаивая на том, что евреям должно быть дозволено взять с собой собственность и их выезд должен быть свободным, а не принудительным. В конечном итоге план не был утверждён, а выезд евреев из Ирака произошёл на добровольной основе и без всякой увязки с проблемой палестинских беженцев, однако в случае выезда иракские евреи были обязаны в принудительном порядке продать своё имущество и отказаться от иракского гражданства. При этом, по данным Иосифа Лахмана, иракское правительство разрешило взять с собой при выезде из страны евреям старше 20 лет по 16 долларов, евреям от 12 до 20 лет — по десять, детям до 12 лет — по 6 долларов.
- Резолюция 194 является рекомендательной и не имеет обязательной силы[87][88].
- Резолюция Совета Безопасности ООН 242 не упоминает права на возвращение или любой другой договоренности в качестве обязательного решения, а только призывает к «достижению справедливого урегулирования проблемы беженцев», и так же является рекомендательной, а не обязательной к исполнению так как вынесено со ссылкой на Главу VI Устава ООН «Мирное разрешение споров».
- Ссылки сторонников возвращения беженцев на Конвенцию (IV) о защите гражданского населения во время войны. Женева, 12 августа 1949 год[89], статья 49, в которой указано, что «…оккупирующая держава сможет произвести полную или частичную эвакуацию какого-либо определённого оккупированного района произвести полную или частичную эвакуацию какого-либо определённого оккупированного района…» и требует: «… население будет возвращено обратно в свои дома немедленно после того, как боевые операции в этом районе будут закончены…», так же подвергаются критике так как конвенция вступила в силу 21 октября 1950 года, уже после событий Арабо-израильской войны (1947—1949)[90][91] .

По мнению сторонников возвращения беженцев, отказ Израиля принять беженцев, покинувших страну в 1948 году, противоречит статье 13 Всеобщей декларации прав человека. В этой статье сказано:

1. Каждый человек имеет право свободно передвигаться и выбирать себе местожительство в пределах каждого государства. 

2. Каждый человек имеет право покидать любую страну, включая свою собственную, и возвращаться в свою страну.

Согласно мнению Александра Сафиана, помощника директора НГО CAMERA (Комитет за точность освещения в Америке событий на Ближнем Востоке), данная статья не гарантирует права на возвращение палестинских беженцев по трём причинам: :
- Слова «возвращаться в свою страну» никогда не предназначались, чтобы установить право на возвращение, скорее это было добавлено, чтобы подчеркнуть право уехать. Согласно законодательной истории 2-го пункта Статьи 13, он был нацелен на правительства, которые, в действительности, препятствовали выезду граждан, например, — евреи в Восточной Европе или Советском Союзе. Слова «возвращаться в свою страну» были добавлены в последнюю «минуту», согласно её инициатору, чтобы гарантировать, что «право покинуть страну, уже санкционированное в статье, будет усилено гарантией права возвратиться»[97]
- Статья 13 говорит о праве «вернуться в свою страну», но палестинцы, которые были перемещены в результате войны, никогда не были гражданами или даже законными жителями Израиля. Поэтому данная статья не может быть пременена к ним[98]
- Наконец, другие положения Всеобщей декларации прав человека выступают против права на возвращение палестинцев. Например, в статье 29, пункт 2 сказано:

При осуществлении своих прав и свобод каждый человек должен подвергаться только таким ограничениям, какие установлены законом исключительно с целью обеспечения должного признания и уважения прав и свобод других и удовлетворения справедливых требований морали, общественного порядка и общего благосостояния в демократическом обществе.

Очевидно, что «права», «общее благосостояние» людей, проживающих в Израиле, от принятия миллионов беженцев явно пострадают.
Тоже касательно других статей Всеобщей декларации прав человека, как например, 29 (пункт 3) , 30 . Глава 1, статья 2 (пункт 1) устава Организации Объединенных Наций, которые явно ставят суверенитет Израиля под угрозу.
К тому же, претензии в нарушении вышеуказанных статей ВДПЧ можно предъявить абсолютному большинству государств, в которых действуют те или иные ограничения на иммиграцию. А ссылка на второй пункт 13 статьи Декларации некорректна для основной массы палестинских беженцев, так как они родились на территории других государств.
Статус понятия палестинский беженец
Ни в одном официальном документе палестинские беженцы не были определены, поэтому Ближневосточное агентство Организации Объединенных Наций для помощи палестинским беженцам и организации работ (БАПОР) разработала рабочее определение «беженец», чтобы получить возможность обеспечить гуманитарную помощь.
Палестинские беженцы определяются как «лица, чьим постоянным местом жительства была Палестина в период с 1 июня 1946 года по 15 мая 1948 года и которые потеряли как дом, так и средства к существованию в результате конфликта 1948 года.» Это очень широкое определение, в соответствии с которым постоянно увеличивается число беженцев. Это определение может быть соответствующим целям БАПОР, чтобы решить, кто имеет право на помощь, но это едва подходит для других целей. Из этого следует, что стороны должны договориться о более подходящем определении.
Другими словами, определение понятия «палестинский беженец» БАПОР не распространяется на окончательный статус.
Вопрос беженцев в арабо-израильских соглашениях
- Согласно Кэмп-Дэвидским соглашениям в 1978 году, проблема беженцев упоминалась в нескольких статьях[100]:

1. Египет и Израиль будут работать друг с другом и с другими заинтересованными сторонами в целях создания согласованных процедур для скорейшего, справедливого и постоянного осуществления решения проблемы беженцев
2. В течение переходного периода, представители Египта, Израиля, Иордании, и органов самоуправления, будет назначен постоянный комитет, чтобы прийти к соглашению о порядке допуска лиц, перемещенных из Западного берега и Сектора Газа в 1967 году…

- В Декларации принципов о временных мерах по самоуправлению от 1993 года между Израилем и палестинцами, снова было решено, что условия приема лиц, перемещенных в 1967 году должно быть принято по соглашению в «постоянной комиссии» (Статья XII). Вопрос беженцев должен быть обсужден в рамках переговоров о постоянном статусе (статья V, 3).
- В Израильско-палестинском временном соглашении по Западному берегу и Сектору Газа от 1995 года, были приняты аналогичные положения (Статьи XXXVII,2 и XXXI,5).
- Несколько более подробным является соответствующее положение (статья 8) Мирного договора между Израилем и Иорданией в 1994 году. Что касается перемещенных лиц, по ним решения были аналогичны вышеупомянутым. Что касается беженцев, мирный договор упоминает необходимость решения их проблемы в рамках многосторонней рабочей группы по делам беженцев, созданной после Мадридской мирной конференции в 1991 году вместе с переговорами о постоянном статусе. Договор также упоминает «программы Организации Объединенных Наций и другие согласованные международные экономические программы относительно беженцев и перемещенных людей, включая помощь по урегулированию»

Таким образом ни одно из соглашений между Израилем, Египтом, палестинцами и Иорданией не предоставило палестинским беженцам право на возвращение в Израиль.
Вопрос компенсации беженцам
Поскольку не Израиль начал войну, а был атакован арабами, он не несёт ответственности за создание проблемы беженцев. Поэтому не обязан выплачивать компенсации.
Прецедентное постановление Европейского суда по правам человека
В марте 2010 года Европейский суд по правам человека (ЕСПЧ) вынес прецедентное постановление, согласно которому право беженцев на возвращение в свои жилища имеет ограничение по сроку давности. Оно было вынесено по иску греков-киприотов, требовавших вернуть им права на утраченную 35 лет назад собственность на северной части Кипра, но способно также повлиять на различные международные конфликты, включая палестино-израильский.
Большинством голосов судьи приняли позицию турок-киприотов, настаивавших на том, что есть случаи, в которых реальность преобладает над «правами предков», а права жильца превалируют над правами домовладельцев :

Сайт газеты «Гаарец» привел по этому поводу мнение специалиста по международному праву профессора Тель-авивского университета Эяля Бенбеништи о том, что хотя решения ЕСПЧ не являются обязательными для стран, не входящих в европейское сообщество, вынесенные им постановления берутся за основу судами многих стран, включая США и Израиль.
В настоящее время в Израиле среди еврейского населения существует практически полный консенсус о том, что возвращение палестинских беженцев в полном объёме в пределы Израиля невозможно, поскольку уничтожит Израиль как еврейское государство. Саудовская мирная инициатива, предусматривающая мир арабских стран с Израилем при условии отхода последнего к границам 1967 года, вводит в отношение беженцев компромиссную формулировку «достичь справедливого разрешения проблемы палестинских беженцев», не указывая требования об их безоговорочном праве на их возвращение. Между Израилем и Палестинской Администрацией в 2008 году велись переговоры о символическом возвращении небольшого числа беженцев в пределы Израиля, в рамках заключения всеобъемлющего мирного договора.

## Интересные факты
В. А. Тарасенко, бывший заместитель представителя УССР в Совете Безопасности ООН Д. З. Мануильского, писал 11 февраля 1950 года Сталину: «Во время обсуждения Палестинского вопроса осенью 1948 года у тов. Мануильского возникла идея внести в ЦК ВКП(б) предложение, чтобы Советский Союз предоставил возможность палестинским арабским беженцам (свыше 500 тыс. чел.) поселиться в Советском Союзе в районе Средней Азии, с тем чтобы впоследствии образовать Арабскую Союзную республику или автономную область».

## Фотографии

Исход палестинских беженцев в 1948 году
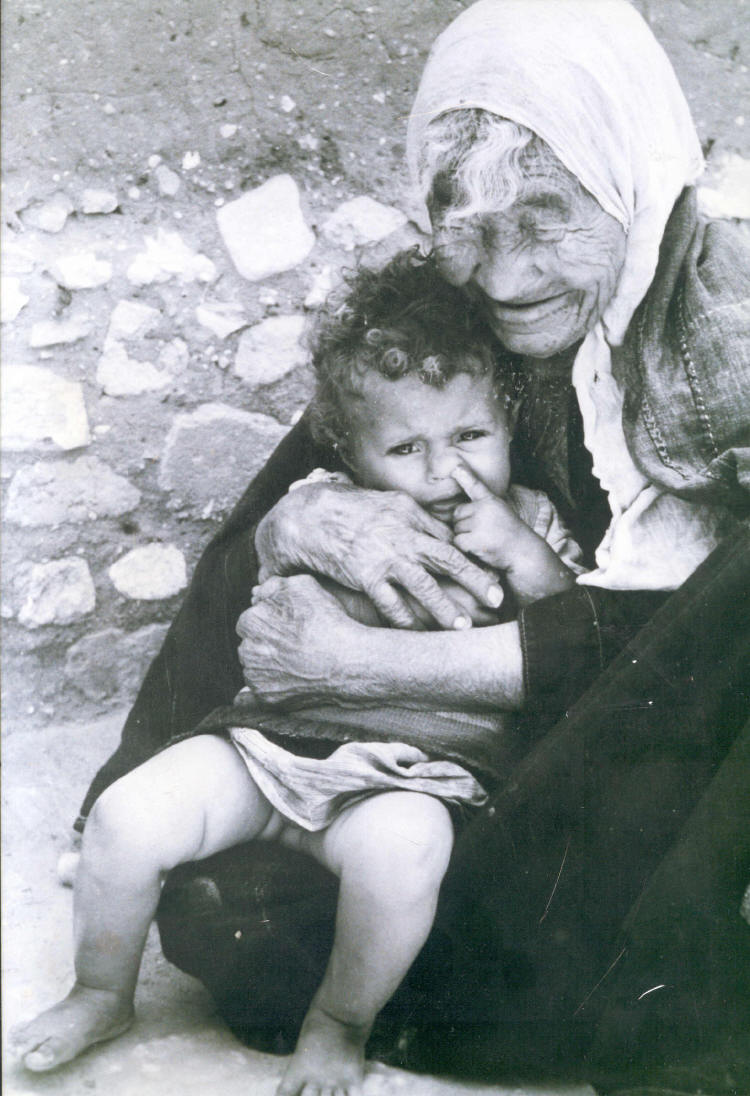
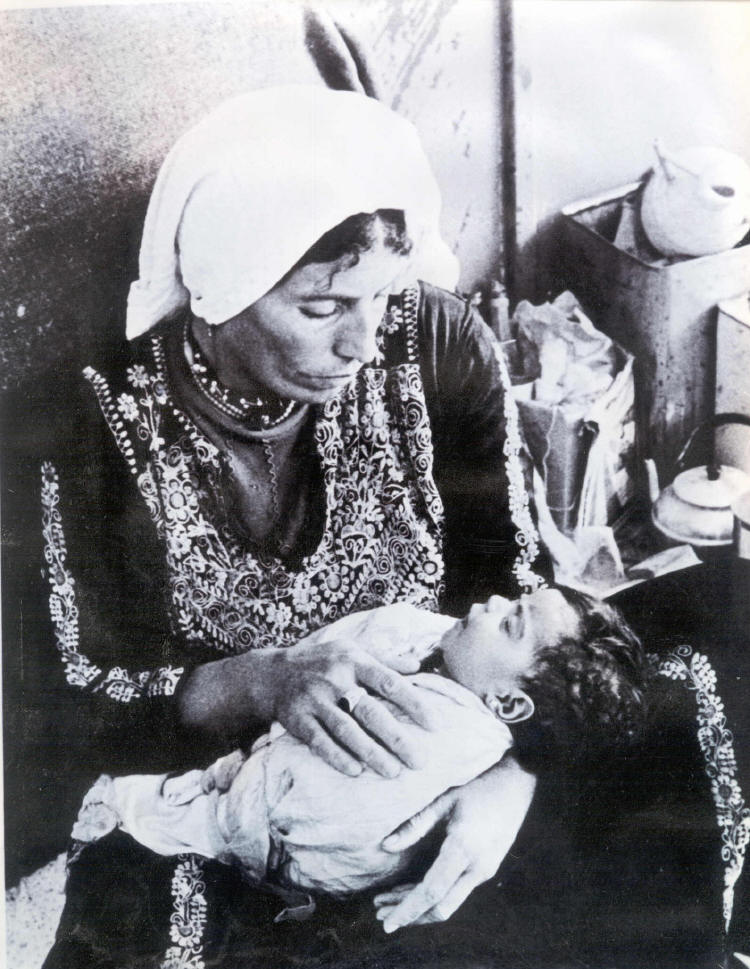
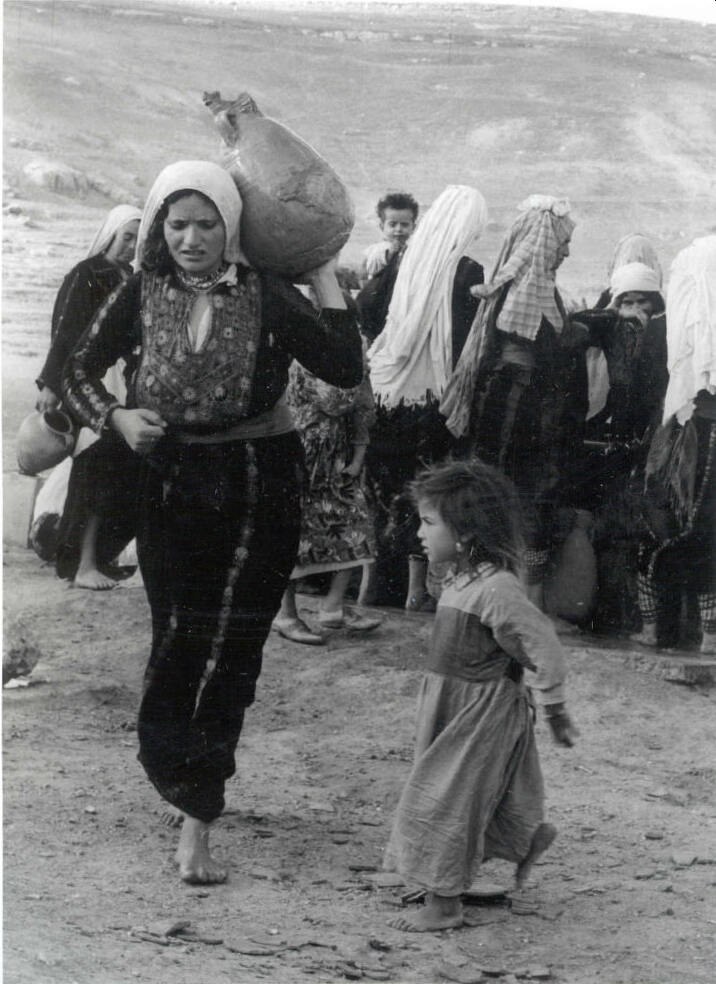
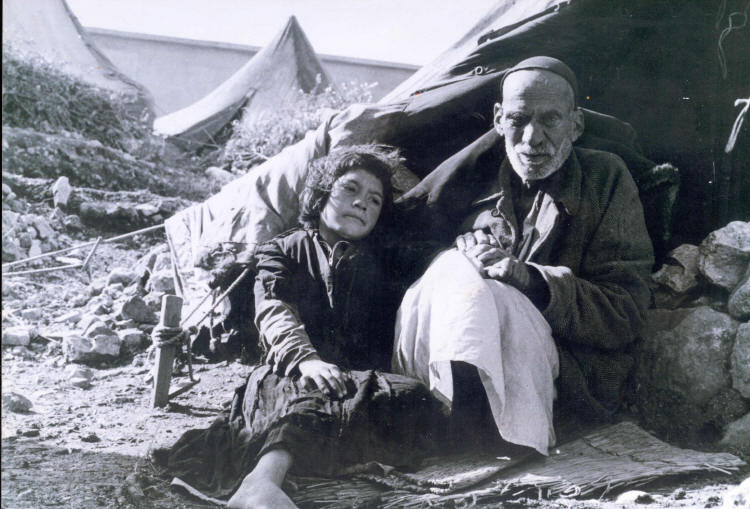
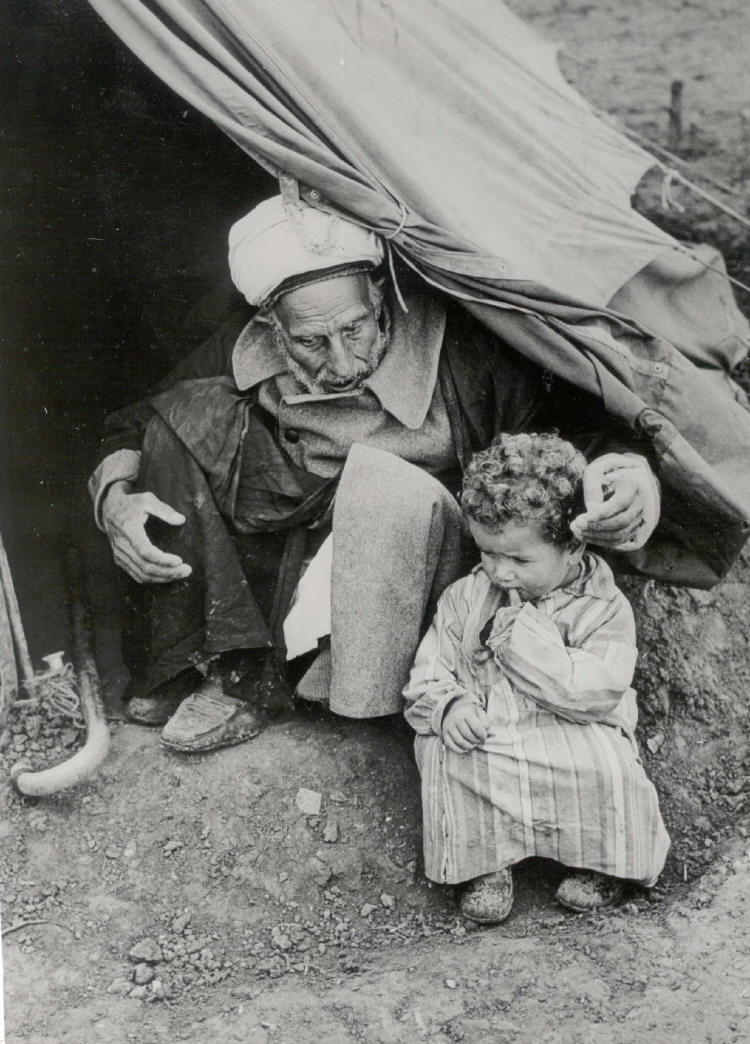